# 青山竜文
青山 竜文（あおやま たつふみ、1972年 - ）は、日本の銀行員、大学関係者。株式会社日本政策投資銀行課長、岡山大学理事などを務めた。現在は、日本政策投資銀行の設備投資研究所上席主任研究員を務める。

## 概要
専攻はファイナンス（特に医療機関の経営など）。
- 1996年 - 東京大学経済学部　卒業、日本開発銀行（現 日本政策投資銀行）　入行
- 2005年 - スタンフォード大学経営大学院　修了
- 2006年 - 日本政策投資銀行にてヘルスケア向けファイナンス業務を立ち上げに参画
- 2013年 - 同　ヘルスケア室　室長、課長
- 2017年 - 岡山大学学長特別補佐（兼業）[1]
- 2019年 - 同　理事（特命担当）（非常勤）[2]
- 2022年 - 日本政策投資銀行設備投資研究所 上席主任研究員[3]

## 活動
- 著作
  - 『再投資可能な医療 － 医療機関経営とファイナンス』金融財政事情研究会、2013年7月、ISBN 9784322123395
  - 『医療機関の経営力 事業性評価の基礎』金融財政事情研究会、2017年3月 ISBN 9784322130669
- 大学
  - 2017年4月に国立大学法人岡山大学の学長特別補佐に就任。同大学の研究分野の専門事項を担う。2019年度より理事（非常勤）[4]。